# Dictator (Band)
Dictator ist eine 2005 gegründete Depressive-Black-Metal- und Funeral-Doom-Band.

## Geschichte
Das 2005 auf Zypern als Dictator gegründete Projekt wird von einem Musiker unter dem gleichlautenden Pseudonym als Ein-Mann-Band geführt. Die Person Dictator gibt nur wenig Angaben zur eigenen Person jenseits des Bandprojektes preis. Es sind ein Vorname und weitere Pseudonyme publik. Weder ist der vollständige Name, das Alter, noch das Aussehen von ihm bekannt. Auf den seltenen Abbildungen ist er stets mit Corpsepaint zu sehen.

## Werk und Wirkung
Der Musiker Dictator gründete das Projekt 2005 und veröffentlichte 2005 und 2006 zwei Demos im Selbstverlag, bevor er in Kooperation mit Sérpéné Héli Music 2008 das Album Dysangelist herausbrachte. Das Album erschien 2009 über Pale Horse Recordings und 2019 über Aesthetic Death Records erneut.

### Inhalt
Als konzeptionelle Klammer gilt für Dictator ein okkultistisch aufgeladener Rahmen der sich der Verehrung des Todes, mit Bezügen zu Chaosgnostizismus und Atheismus, widmet.
Dictator ist konzeptionell auf „Misanthropie“ und  eine „religiöse Todesverehrung“ ausgerichtet. Die Selbstbezeichnung als „Suicidal Black Funereal Doom Metal“ entspricht dabei dem Ansinnen Sterben und Suizid zu idealisieren. Pressemitteilungen weisen ebenso darauf hin, dass Dictator sich einer „religiösen Verehrung des Todes und eines unvermeidlichen Glaubensverfalls“ der als Pfad „zur Erlösung“ dienen soll, widmet. Dieser konzeptionelle Rahmen sei, dem als verstärkt unverständlich wahrgenommenem, Gesang nicht zu entnehmen, aber Klang und Atmosphäre der Musik transportierten dennoch die von Dictator angedachte Botschaft. An anderer Stelle werden den abgedruckten Texten die Themen „Tod, Dunkelheit, Anti-Religiosität, Suizid und Okkultismus“ zugesprochen. Das Album Dysangelist wurde indes als Konzeptalbum einer „Reise vom Leben im Dienst Gottes zur Leere und Enttäuschung eines Jenseits aus Endlosigkeit äußerer Dunkelheiten“ entworfen.

### Stil
Für das Demo Fog of Death orientierte sich Dictator an Dark Ambient und Noise. Mit den folgenden Veröffentlichungen widmete sich Dictator einem Black- und Depressive-Black-Metal-beeinflusstem Funeral Doom. Zum Vergleich wird in der Banddatenbank von Doom-Metal.com sowie von diversen Rezensenten auf das dänische Projekt Nortt als konzeptionelle und stilistische Analogie verwiesen. ebenso ähnelt die für Dictator als Stilbeschreibung bemühte Titulierung als „Suicidal Black Funeral Doom“ der Selbstbeschreibung des dänischen Projektes als „Pure Depressive Black Funeral Doom“. Als weitere Vergleichsgrößen werden Until Death Overtakes Me, Disembowelment, Winter, Burzum, Xasthur, Vardan und Mistress of the Dead. Die Musik wird als reduzierte und simple Variante eines Ambient Funeral Doom beschrieben. „Eine einsame Klaviernote, das Geräusch von langsam strömendem Wasser und ein schmerz- und leiderfülltes Flüstern [sowie s]chmerzhaft verzerrte Gitarren und Schreie völliger Hoffnungslosigkeit“ führt Kevin McHugh in seiner zu The Pain Session verfassten Besprechung, als Ingredienzien der Musik an. Monotonie, Kakophonie und Minimalismus werden auch durch weitere Rezensenten betont. „Breitwandgitarren, darüber eine feine Leadmelodie, wuchtiges Schlagzeug, viel Klavier und ein unglaublich düsteres, alles verschlingendes Klangbild“ und Unterbrechungen mittels kurzer Ambient-Einschübe seien für Dysangelist kennzeichnend. Hierbei seien Elemente des Black Metal vernehmbar, derweil die Musik „sehr orchestral, sakral, dramatisch, erdrückend - und vor Allem pechschwarz“ erscheine. Hinzu besäße die Musik eine inhärente Dynamik durch vereinzelte Kontraste wie sie „zum Beispiel in der steten Wechselwirkung von erhabenen Chören und rauen, aggressiven Lava-Gitarren“ oder in der Paarung kurzer melodischer Fragmente mit „nihilistisch geprägten, geradezu abartig lärmigen Arrangements“ zu finden seien.

### Rezeption
Dysangelist wurde international breit rezensiert und stieß auf divergente Reaktionen. Die Demos wurden indes kaum Besprochen. Rückblickend wurde insbesondere dem Debütalbum und der Band neben Nortt eine relevante Rolle in der Etablierung des Crossovers von Funeral Doom und Depressive Black Metal zugeschrieben. Kevin McHugh pries The Pain Sessions für Doom-Metal.com als „nicht einfach nur Musik“ sondern „ein Schrei der Verzweiflung“ und eine Musik für die „Wörter wie ‘Metal’ und ‘Extrem’ längst jede Bedeutung verloren“ hätten und sich als „leer und frustrierend unzureichend, um solch herzzerreißende Trauer und tiefe Emotionen zu beschreiben“ erweisen würden.

„Es lässt sich wahrlich darüber streiten, ob die vier Songs des bereits 2008 erstveröffentlichten “Dysangelist” nun eher verschleppten Lärm oder doch erhabenen Doom darstellen. Für beide Ansichten gibt es schlüssige Argumente, und beide Betrachtungen erhalten auch eine gewisse Rechtfertigung, je nachdem aber auch, wie man zum Funeral Doom im Allgemeinen steht.“

Für Webzines wie Metal.de und Bleeding4Metal wurde Dysangelist als schlecht beurteilt.  Es gäbe „viel belangloses Klimpern, keinerlei Abwechslung und wenig erkennbare Songstrukturen“ hieß es für Metal.de und oft könne „man sich solch schweren Stoff nicht geben, sonst verfällt man unweigerlich in Lethargie“ für Bleeding4Metal. Für Metalnews betonte der Rezensent Micha bei einer sehr positiven Wertung von sechs von sieben Punkten ebenfalls eine schwere Zugänglichkeit und schrieb: „Diesem Monstrum widerstrebt es einfach, bloße ‚Hörer‘ oder ‚Fans‘ zu finden und versperrt diesen Leuten mit seiner unendlichen Düsternis, epischen Spielzeiten sowie dem absolut kompromisslosen Geschleiche den Zugang zu seinem Inhalt.“ Ähnlich lauteten die Urteile von kvlt.pl und Powermetal.de.
Weitere Rezensenten lobten das Album „als Soundtrack für die schwarzen Tage im Leben“ und Empfehlung im Genre-Crossover mit Verweisen auf Drone-Doom-Interpreten wie Moss und Sunn O))) und diverse Variationen der Selbstbezeichnung als Suicidal Funeral Doom mit Analogien zu Nortt und Xasthur. In zwei für Doom-Metal.com verfassten Besprechungen und einer Rezension für Myrrthronth wurde das Album mit der jeweils zur Verfügung stehenden Höchstnote versehen und als „eine musikalische Offenbarung“, ein „riesiges Album im wahrsten Sinne des Wortes“ und „ein Meisterwerk“ angepriesen.